# Giancarla Trevisan
Giancarla Dimich Trevisan (née le 17 février 1993 à Laguna Niguel aux États-Unis) est une athlète italo-américaine qui concourt pour l’Italie, spécialiste du 400 m.

## Biographie
Son grand-père était de San Vito al Tagliamento, tandis que sa grand-mère était de Lucques : ils se sont installés à Des Moines (Iowa) où est né son père, qui s’est ensuite installé en Californie, à Laguna Beach où elle grandit. Elle vit depuis à Los Angeles. Elle mesure 1,64 m pour 53 kg. Son entraîneur est Ryan Wilson.

## Résultats sportifs
Elle débute avec le football mais à la suite d'une blessure au genou, elle se consacre à l’athlétisme. À l’université, elle porte le maillot des Arizona Wildcats pendant trois saisons et après avoir participé aux finales NCAA, elle participe en 2016 à ses premiers championnats d’Italie. 
Elle remporte la Finale Oro des Societari en 2018 avec 52 s 63. Le 12 mai 2019, lors des Relais mondiaux, elle remporte la médaille de bronze lors du relais 4 x 400 m avec ses coéquipières Maria Benedicta Chigbolu, Ayomide Folorunso et Raphaela Lukudo, en 3 min 27 s 74 (SB).
La veille à Yokohama, elle avait établi en séries du 4 x 400 m mixte la meilleure prestation de l’équipe nationale italienne en 3 min 16 s 12 avec ses coéquipiers Davide Re, Andrew Howe et Raphaela Lukudo.